# 210 km (obwód riazański)
210 km (ros. 210 км) – przystanek kolejowy w miejscowości Riazań, w obwodzie riazańskim, w Rosji. Położony jest na linii Moskwa – Riazań – Morze Czarne/Kaukaz. W pobliżu znajdują się cmentarze miejskie.